# EM i ishockey 1993 (kvinder)
Europamesterskabet i ishockey for kvinder 1993 var det tredje EM i ishockey for kvinder. Mesterskabet blev arrangeret af IIHF, og siden sidste EM var deltagerantallet steget fra 10 til 11 hold. Derfor blev mesterskabet for første gang afviklet i to niveauer. A-EM med deltagelse af seks hold blev spillet i Esbjerg, Danmark den 24. – 27. marts 1993, mens de resterende fem hold spillede B-EM i Kyiv, Ukraine i perioden 22. – 27. marts 1993.
EM-guldet blev for tredje gang i træk vundet af de forsvarende mestre fra Finland, som i en gentagelse af de to tidligere EM-finaler vandt 8-2 over Sverige. Bronzemedaljerne blev vundet af Norge, som besejrede Tyskland med 6-3 i bronzekampen.
Ved mesterskabet spillede holdene endvidere om fem pladser ved VM 1994, og de ovenfor nævnte fire hold fik som europæiske deltagere ved VM selskab af Schweiz, der sluttede på 5.-pladsen.

## A-EM
A-Europamesterskabet blev spillet i Esbjerg, Danmark den 24. – 27. marts 1993. Turneringen havde deltagelse af de seks bedste hold fra EM 1991, og de spillede først en indledende runde i to grupper med tre hold. Vinderne af de to grupper mødtes i EM-finalen, de to toere gik videre til bronzekampen, mens de to treere måtte tage til takke med at spille om 5.-pladsen – en kamp der også gjaldt den sidste VM-plads og om at undgå nedrykning til B-gruppen.

### Indledende runde

#### Gruppe A
| Dato  | Kamp              | Res. | Perioder       |
| ----- | ----------------- | ---- | -------------- |
| 24.3. | Norge - Schweiz   | 5−2  | 1-2, 2-0, 2-0  |
| 25.3. | Finland - Schweiz | 17−1 | 10-0, 1-0, 6-1 |
| 26.3. | Finland - Norge   | 8−3  | 2-1, 4-0, 2-2  |

| Hold    | Kampe | Mål   | Point |
| ------- | ----- | ----- | ----- |
| Finland | 2     | 25-40 | 4     |
| Norge   | 2     | 18-10 | 2     |
| Schweiz | 2     | 03-22 | 0     |

#### Gruppe B
| Dato  | Kamp               | Res. | Perioder      |
| ----- | ------------------ | ---- | ------------- |
| 24.3. | Danmark - Tyskland | 4−6  | 3-2, 1-0, 0-4 |
| 25.3. | Sverige - Tyskland | 10−3 | 3-0, 2-2, 5-1 |
| 26.3. | Danmark - Sverige  | 0−6  | 0-3, 0-1, 0-2 |

| Hold     | Kampe | Mål   | Point |
| -------- | ----- | ----- | ----- |
| Sverige  | 2     | 16-31 | 4     |
| Tyskland | 2     | 19-14 | 2     |
| Danmark  | 2     | 14-12 | 0     |

### Placeringskampe
| Dato               | Kamp              | Res. | Perioder      |
| ------------------ | ----------------- | ---- | ------------- |
| Kamp om 5.-pladsen |                   |      |               |
| 27.3.              | Danmark - Schweiz | 1−4  | 0-0, 1-3, 0-1 |
| Bronzekamp         |                   |      |               |
| 27.3.              | Norge - Tyskland  | 6−3  | 1-1, 3-1, 2-1 |
| Finale             |                   |      |               |
| 27.3.              | Finland - Sverige | 8−2  | 3-2, 3-0, 2-0 |

| Samlet rangering | Samlet rangering |
| ---------------- | ---------------- |
| Guld             | Finland          |
| Sølv             | Sverige          |
| Bronze           | Norge            |
| 4.               | Tyskland         |
| 5.               | Schweiz          |
| 6.               | Danmark          |

### Medaljevindere
Tekst mangler, hjælp os med at skrive teksten

## B-EM
B-Europamesterskabet blev spillet i Kyiv, Ukraine i perioden 22. – 27. marts 1993. Mesterskabet havde deltagelse af fem hold: Tjekkiet, Frankrig og Storbritannien, som sluttede uden for top 6 ved forrige EM, samt Letland og Ukraine, som deltog for første gang. De seks hold spillede alle-mod-alle om én oprykningsplads til A-gruppen.
Mesterskabet blev vundet af Letland, som dermed kvalificerede sig til A-EM i 1995.
| Dato  | Kamp                      | Res. | Perioder      |
| ----- | ------------------------- | ---- | ------------- |
| 22.3. | Letland - Frankrig        | 4−3  | 2-0, 1-1, 1-2 |
| 22.3. | Ukraine - Tjekkiet        | 0−3  | 0-1, 0-1, 0-1 |
| 23.3. | Letland - Tjekkiet        | 3−1  | 1-0, 0-0, 2-1 |
| 23.3. | Ukraine - Storbritannien  | 0−1  | 0-1, 0-0, 0-0 |
| 24.3. | Frankrig - Storbritannien | 7−2  | 3-1, 3-0, 1-1 |
| 25.3. | Ukraine - Letland         | 1−0  | 0-0, 1-0, 0-0 |
| 26.3. | Letland - Storbritannien  | 3−0  | 1-0, 2-0, 0-0 |
| 26.3. | Tjekkiet - Frankrig       | 3−2  | 1-1, 2-0, 0-1 |
| 27.3. | Tjekkiet - Storbritannien | 1−1  | 1-1, 0-0, 0-0 |
| 27.3. | Frankrig - Ukraine        | 1−0  | 1-0, 0-0, 0-0 |

| Hold           | Kampe | Mål     | Point |
| -------------- | ----- | ------- | ----- |
| Letland        | 4     | 10-51   | 6     |
| Tjekkiet       | 4     | 8-6     | 5     |
| Frankrig       | 4     | 13-91   | 4     |
| Storbritannien | 4     | 114-110 | 3     |
| Ukraine        | 4     | 01-51   | 2     |

## Samlet rangering
| A-EM 1993 | A-EM 1993 |
| --------- | --------- |
| Guld      | Finland   |
| Sølv      | Sverige   |
| Bronze    | Norge     |
| 4.        | Tyskland  |
| 5.        | Schweiz   |
| 6.        | Danmark   |

| B-EM 1993 | B-EM 1993      |
| --------- | -------------- |
| 7.        | Letland        |
| 8.        | Tjekkiet       |
| 9.        | Frankrig       |
| 10.       | Storbritannien |
| 11.       | Ukraine        |